# Neo Pistea
Sebastián Chinellato (Merlo, provincia de Buenos Aires; 5 de octubre de 1994), conocido artísticamente como Neo Pistea, es un rapero, compositor y actor argentino.
Comenzó su carrera en 2015 y formó parte del extinto supergrupo de trap Modo diablo junto con Duki e Ysy A entre los años 2017 y 2019. A lo largo de su carrera musical lanzó álbumes de estudio en 2021, 2023, 2024 y 2025, siendo estos Punkdemia, Neo, Culto y Culto 2 respectivamente, estos proyectos le valieron reconocimientos en los Premios Carlos Gardel. En 2023 incursionó en la actuación interpretando a «Huevo» en la serie Barrabrava, papel por el cual fue nominado a los Premios Cóndor de Plata.

## Biografía
Pistea se crio y pasó su infancia en Merlo, comenzó a relacionarse con la cultura del hip hop a través del grafiti, teniendo como influencias a Notorious Big. junto a sus amigos, aprendió a rapear a los 16 años con artistas reconocidos en la escena under como C.R.O y ObieWanshot.
Grabó sus primeros temas con programas de grabación que instaló en la netbook del programa Conectar Igualdad, del gobierno argentino.  Duki declaró en 2019: «Allá por 2014, este enfermo se grababa, se producía solo y hacía trap antes que nadie».

## Carrera musical
Su carrera profesional comenzó en 2015, cuando lanzó los temas «White Chocolate», «Tony The Kid» y «Black Chocolate». Estos sencillos conformaron parte de su primer mixtape de título Tony The Kid (Mixtape Vol. 1).
En el año 2017 lanzó su único EP titulado Oro y Perfume el cual contó con 4 sencillos y colaboraciones con los artistas Lara91k y Mike Southside. Pistea conoció a YSY A cuando este organizaba un evento similar a El Quinto Escalón, sin embargo, su relación no comenzó hasta conocer a Duki en 2017, desde allí el trío musical que más tarde sería Modo diablo comenzó a gestarse. El primer sencillo que lanzaron en conjunto fue «Uh» (también conocido como «Babeado bebé») el 2 de enero de 2018. A esto le siguieron los sencillos «Quavo» y «Trap N' Export» los cuales ayudaron a exponer el género del trap en Argentina y Sudamérica.
A fines de marzo de 2019 lanzó un remix de su tema «Tumbando el club» junto a otros traperos de argentina: Duki, Cazzu, Ysy A, Khea, C.R.O, Lucho SSJ, Marcianos Crew y Obie Wan Shot y Coqeéin Montana. Ese mismo año hizo su primer presentación en el Lollapalooza Argentina.
En el año 2021, lanzó su primer álbum de estudio titulado Punkdemia, el cual contó con 13 sencillos y colaboraciones con artistas como Cazzu, Duki, YSY A, Neutro Shorty, De la Ghetto, Omar Montes, Dante Spinetta, entre otros. Como precursor del trap latino, se mostró disconforme con lo que ofrecía la escena del trap, incluso vinculó la pérdida de raíces con lo que planteó desde que comenzó a interpretar este género en 2016 junto a Duki e Ysy A. Esto lo llevó a buscar nuevos horizontes y virar de género, algo que venía manifestando desde el lanzamiento de Punkdemia por lo que en marzo de 2023 saca su segundo álbum de estudio homónimo Neo con un sonido nítido y bien pesado, con guitarras metaleras y un sonido único.
El 28 de noviembre de 2024, publicó Culto, su tercer álbum de estudio, en el que retomó nuevamente el estilo de trap latino con el que comenzó su carrera. El proyecto contó con las colaboraciones de Duki, YSY A, Eladio Carrión, Khea, C.R.O, Bhavi, Pablo Chill-E, Quan The Young, Ivo Wosco y Purps on The Beat. En diciembre de ese mismo año encabezó el lineup del Buenos Aires Trap realizado en el Parque de la Ciudad.

## Discografía
Álbumes de estudio
- 2021 - Punkdemia
- 2023 - Neo
- 2024 - Culto

EPs
- 2017 - Oro y Perfume

Mixtapes
- 2015 - Tony The Kid (Mixtape Vol. 1)

## Filmografía
| Año  | Título     | Papel   | Notas | Ref.   |
| ---- | ---------- | ------- | --- | ------ |
| 2023 | Barrabrava | «Huevo» | Encarnó en el personaje «Huevo» y también interpretó la canción protagónica de la serie titulada «Mi lugar». | [ 22 ] |

## Premios y nominaciones
Premios Carlos Gardel
| Año  | Categoría(s)                               | Nominación                      | Resultado | Ref.   |
| ---- | ------------------------------------------ | ------------------------------- | --------- | ------ |
| 2020 | Mejor canción o álbum urbano/trap          | «Tumbando el Club (Remix)»      | Nominado  | [ 23 ] |
| 2020 | Mejor colaboración de música urbana/trap   | «Tumbando el Club (Remix)»      | Nominado  | [ 23 ] |
| 2020 | Mejor colaboración de música urbana - Trap | «No sigas» (con Dante Spinetta) | Ganador   | [ 23 ] |
| 2024 | Mejor álbum de rock alternativo            | Neo                             | Nominado  | [ 24 ] |

Premios Cóndor de Plata
| Año  | Categoría(s)         | Trabajo    | Resultado | Ref.   |
| ---- | -------------------- | ---------- | --------- | ------ |
| 2023 | Revelación masculina | Barrabrava | Nominado  | [ 25 ] |